# Obiekty sakralne w Wałbrzychu

Herb Wałbrzycha

Na terenie Wałbrzycha zlokalizowanych jest kilkadziesiąt świątyń różnych wyznań, w tym ok. 20 kościołów katolickich, jeden polskokatolicki, jedna cerkiew, trzy świątynie protestanckie oraz cztery Sale Królestwa Świadków Jehowy. Do najstarszych z nich należą XIII-wieczny kościół Najświętszego Serca Pana Jezusa, a także kościół św. Anny z 1318 r. Kilka kościołów katolickich (kościół Matki Bożej Częstochowskiej, kościół Świętej Rodziny) oraz cerkiew Wszystkich Świętych znajduje się obecnie w stanie budowy bądź remontu.

## Świątynie katolickie

### Obrządek łaciński
| Nazwa                                                             | Zdjęcie                      | Funkcja                      | Adres                           | Parafia                                         | Okres powstania              | Źródło                       |
| Dekanat Wałbrzych - Południe                                      | Dekanat Wałbrzych - Południe | Dekanat Wałbrzych - Południe | Dekanat Wałbrzych - Południe    | Dekanat Wałbrzych - Południe                    | Dekanat Wałbrzych - Południe | Dekanat Wałbrzych - Południe |
| ----------------------------------------------------------------- | ---------------------------- | ---------------------------- | ------------------------------- | ----------------------------------------------- | ---------------------------- | ---------------------------- |
| Kolegiata Najświętszej Maryi Panny Bolesnej i św. Aniołów Stróżów |                              | parafialny                   | ul. Garbarska 4                 | św. Aniołów Stróżów                             | 1898-1904 r.                 | [ 2 ]                        |
| Kościół Matki Boskiej Bolesnej                                    |                              | filialny                     | ul. 1 Maja                      | św. Aniołów Stróżów                             | 1714-1718 r.                 | [ 2 ]                        |
| Kościół św. Franciszka z Asyżu                                    |                              | parafialny                   | ul. Poznańska 7                 | św. Franciszka z Asyżu                          | 1933 r.                      | [ 3 ]                        |
| Kościół Matki Bożej Różańcowej                                    |                              | filialny                     |                                 | św. Franciszka z Asyżu                          | 1911 r.                      | [ 3 ]                        |
| Kościół św. Józefa Oblubieńca                                     |                              | parafialny                   | ul. św. Józefa 1                | św. Józefa Oblubieńca                           | 1908-1910 r.                 | [ 4 ]                        |
| Kościół św. Maksymiliana Kolbego                                  |                              | parafialny                   | ul. Bolesława Krzywoustego 53a  | św. Maksymiliana Kolbego                        | 1998 r.                      | [ 5 ]                        |
| Kościół Matki Bożej Nieustającej Pomocy                           |                              | parafialny                   | ul. Adama Asnyka 12a            | Matki Bożej Nieustającej Pomocy                 | 1989 r.                      | [ 6 ]                        |
| Dekanat Wałbrzych - Północ                                        |                              |                              |                                 |                                                 |                              |                              |
| Kościół św. Barbary                                               |                              | parafialny                   | ul. 11 listopada 63             | św. Barbary                                     | 1870 r.                      | [ 7 ]                        |
| Kościół św. Jerzego i Matki Bożej Różańcowej                      |                              | parafialny                   | ul. gen. Władysława Andersa 122 | św. Jerzego i Matki Bożej Różańcowej            | 1894-1898 r.                 | [ 8 ]                        |
| Kościół św. Józefa Robotnika                                      |                              | parafialny                   | ul. Odlewnicza 1                | św. Józefa Robotnika                            | 1911 r.                      | [ 9 ]                        |
| Kościół Matki Bożej Częstochowskiej                               |                              | parafialny                   | ul. Baczyńskiego 28             | Matki Bożej Częstochowskiej                     | budowa nieukończona          | [ 10 ]                       |
| Kościół Najświętszego Serca Pana Jezusa                           |                              | parafialny                   | ul. Władysława Orkana 63        | Najświętszego Serca Pana Jezusa                 | 1335 r.                      | [ 11 ]                       |
| Kościół Niepokalanego Poczęcia Najświętszej Maryi Panny           |                              | parafialny                   | ul. Prymasa Wyszyńskiego 18     | Niepokalanego Poczęcia Najświętszej Maryi Panny | 1912 r.                      | [ 12 ]                       |
| Kościół św. Rodziny                                               |                              | parafialny                   | ul. gen. Józefa Bema 54         | Świętej Rodziny                                 | budowa nieukończona          | [ 13 ]                       |
| Kościół Zmartwychwstania Pańskiego                                |                              | parafialny                   | ul. Marconiego Guglielmo 2      | Zmartwychwstania Pańskiego                      | 1870 r.                      | [ 14 ]                       |
| Dekanat Wałbrzych - Zachód                                        |                              |                              |                                 |                                                 |                              |                              |
| Kościół św. Anny                                                  |                              | parafialny                   | ul. Henryka Wieniawskiego 6     | św. Anny                                        | 1318 r.                      | [ 15 ]                       |
| Kościół Świętych Apostołów Piotra i Pawła                         |                              | parafialny                   | ul. Podwale 2a                  | Świętych Apostołów Piotra i Pawła               |                              | [ 16 ]                       |
| Kościół Podwyższenia Krzyża Świętego                              |                              | parafialny                   | ul. Jana Pawła II 1             | Podwyższenia Krzyża Świętego                    | 1988-1999 r.                 | [ 17 ]                       |
| Kościół św. Wojciecha                                             |                              | parafialny                   | ul. Topolowa 35                 | św. Wojciecha                                   | 2010 r.                      | [ 18 ]                       |

### Kościół Polskokatolicki
| Świątynia                       | Zdjęcie | Adres         | Parafia                 | Okres powstania | Źródło |
| ------------------------------- | ------- | ------------- | ----------------------- | --------------- | ------ |
| Kościół Zesłania Ducha Świętego |         | ul. Garbarska | Zesłania Ducha Świętego | 1848 r.         | [ 19 ] |

## Świątynie prawosławne
| Świątynia                   | Zdjęcie | Adres                      | Parafia             | Okres powstania                        | Źródło |
| --------------------------- | ------- | -------------------------- | ------------------- | -------------------------------------- | ------ |
| Cerkiew Wszystkich Świętych |         | ul. Władysława Reymonta 4a | Wszystkich Świętych | początek XX wieku (obecnie w remoncie) | [ 20 ] |

## Świątynie protestanckie
| Świątynia                           | Wyznanie                       | Zdjęcie | Adres                       | Okres powstania | Źródło |
| ----------------------------------- | ------------------------------ | ------- | --------------------------- | --------------- | ------ |
| Kościół Zbawiciela                  | Kościół Ewangelicko-Augsburski |         | pl. Kościelny 4             | 1788 r.         | [ 21 ] |
| Zbór Kościoła Chrześcijan Baptystów | Kościół Chrześcijan Baptystów  |         | ul. Ignacego Daszyńskiego 5 |                 | [ 22 ] |
| Zbór Kościoła Zielonoświątkowego    | Kościół Zielonoświątkowy       |         | ul. Ruchu Oporu 2           | 1960 r.         | [ 23 ] |

## Sale Królestwa Świadków Jehowy
| Obiekt         | Zbory                                                                        | Adres                 |
| -------------- | ---------------------------------------------------------------------------- | --------------------- |
| Sala Królestwa | Wałbrzych–Podgórze, Wałbrzych–Rynek, Wałbrzych–Stary Zdrój                   | ul. Piotra Skargi 48A |
| Sala Królestwa | Wałbrzych–Biały Kamień, Wałbrzych–Szczawno Zdrój                             | ul. Kopalniana 3A     |
| Sala Królestwa | Wałbrzych–Piaskowa Góra (w tym grupa ukraińskojęzyczna), Wałbrzych–Podzamcze | ul. Wieniawskiego 41  |
| Sala Królestwa | Wałbrzych–Nowe Miasto, Wałbrzych–Rusinowa                                    | ul. Bystrzycka 1      |